# Jean-Baptiste Maille
Jean-Baptiste Maille (Le Mans, 23 novembre 1993) è un cestista francese.